# Charles Moore
Charles Hewes Moore, Jr (12. srpna 1929 Coatesville, Pensylvánie – 7. října 2020) byl americký atlet, sprinter, olympijský vítěz v běhu na 400 metrů překážek z roku 1952.

## Život
Jeho speciální disciplínou byl běhu na 400 metrů překážek. Byl mistrem USA v této disciplíně v letech 1949 až 1952. Na olympiádě v Helsinkách v roce 1952 zvítězil. Druhou medaili, tentokrát stříbrnou, vybojoval jako člen štafety USA (spolu s ním také Ollie Matson, Gene Cole a Mal Whitfield) na 4 × 400 metrů.